# Tadeusz Przybylski
Tadeusz Przybylski ps. „Biały” (ur. 10 maja 1920, zm. 1 grudnia 1951 w Warszawie) – żołnierz AK i NZW.

## Życiorys
Syn Stanisława i Stanisławy z Gretkowiczów. 1941–1945 żołnierz w placówce Brudzeń, w obwodzie płockim AK. Od stycznia 1945 do sierpnia 1948 należał do organizacji niepodległościowych ROAK, a następnie NZW (według aktu oskarżenia: NSZ). Aresztowany 18 sierpnia 1948. Ława WSR w Warszawie pod przewodnictwem por. Jerzego Drohomireckiego, nr akt. Sr. 17/51 skazała go 7 maja 1951 na podstawie art. 86 § 1, 2 KKWP i 1 p. 3 Dekr. z 16.11.1945 na karę śmierci. Stracony 1 grudnia 1951.
Dokładne miejsce pochówku jest nieznane. Mogiła symboliczna znajduje się na Cmentarzu Wojskowym w Warszawie w Kwaterze „na Łączce”.